# Supercoppa d'Europa 1981-1982 (hockey su pista)
La Supercoppa d'Europa 1981-1982 è stata la 2ª edizione dell'omonima competizione europea di hockey su pista. Alla manifestazione hanno partecipato gli spagnoli del Barcellona, vincitore della Coppa dei Campioni 1980-1981, e la formazione portoghese dello Sporting CP, vincitore della Coppa delle Coppe 1980-1981.
A conquistare il trofeo è stato il Barcellona al secondo successo nella sua storia.

## Squadre partecipanti
| Club        | Qualificazione                     | Partecipazioni precedenti (il grassetto indica la vittoria) |
| ----------- | ---------------------------------- | ----------------------------------------------------------- |
| Barcellona  | Detentore della Coppa dei Campioni | 1980-1981                                                   |
| Sporting CP | Detentore della Coppa delle Coppe  | Esordiente                                                  |

## Risultati
| Squadra 1   | Totale | Squadra 2  | Andata | Ritorno |
| ----------- | ------ | ---------- | ------ | ------- |
| Sporting CP | 3 - 18 | Barcellona | 2 – 6  | 1 – 12  |

| Lisbona 8 dicembre 1981 Finale di andata | Sporting CP | 2 – 6 | Barcellona |  |

| Barcellona 15 dicembre 1981 Finale di ritorno | Barcellona | 12 – 1 | Sporting CP | Palau Blaugrana |